# كورت كرايغر
كورت كرايغر (بالألمانية: Kurt Krieger)‏ هو لاعب كرة قاعدة نمساوي، ولد في 16 سبتمبر 1926 في Traisen, Austria ‏ في النمسا، وتوفي في 16 أغسطس 1970 في سانت لويس في الولايات المتحدة.

## وصلات خارجية
- كورت كرايغر على موقع دوري كرة القاعدة الرئيسي (الإنجليزية)
- كورت كرايغر على موقعبيزبول رفرنس.كوم (الدوري الرئيسي) (الإنجليزية)